# Heinrich Benckert
Heinrich Reinhold Hugo Max Benckert (* 5. September 1907 in Berlin; † 13. Mai 1968 in Rostock) war ein deutscher evangelischer Theologe.

## Leben
Heinrich Benckert wurde am 5. September 1907 in Berlin als Sohn des Reichsbankdirektors Max Benckert (1876–1941) und dessen Frau Elisabeth Koch (1877–1964) geboren. Dort legte er 1925 sein Abitur ab. Die folgenden vier Jahre studierte er Theologie an den Universitäten Tübingen, Erlangen, Greifswald und Berlin. Neben Karl Barth, der ihn durch seine Schriften am stärksten prägte, war Paul Althaus ein weiterer wichtiger Lehrer Benckerts, mit dem er später in regelmäßigem Briefverkehr stand. Seine erste theologische Prüfung absolvierte er 1930. 1931 wurde Benckert zum Doktor der Philosophie promoviert und war bis 1932 Vikar. Dann legte er seine zweite theologische Prüfung ab und wurde ordiniert. Seit 1932 Pfarrer in Schönow, wurde er 1935 zum Doktor der Theologie promoviert.
1934 trat Benckert dem Pfarrernotbund bei. Als Folge des Kirchenkampfes wurde er 1935 verhaftet, in den Jahren 1936 und 1937 wurde über ihn ein Aufenthaltsverbot in der Provinz Schlesien verhängt. Von 1935 bis 1940 wirkte er als Pfarrer in St. Salvator in Breslau. 1937 wurde er ein weiteres Mal verhaftet, in Schneidemühl musste er seine Gefängnisstrafe absitzen. Von 1940 bis 1945 war Benckert zum Fernmeldedienst in der Wehrmacht eingezogen, zuletzt als Wachtmeister. Für kurze Zeit war er in amerikanischer Kriegsgefangenschaft. Die folgenden zehn Jahre war Benckert Pfarrer in Erfurt. Einen Lehrauftrag in Halle erhielt er 1949. 1954 war er Dozent an der Universität Greifswald. Ab 1955 wirkte er als Professor für systematische Theologie in Rostock.
Benckert war ein Mitglied des Ökumenischen Studienausschusses. Von der Universität Göttingen wurde ihm 1961, sieben Jahre vor seinem Tod, die Ehrendoktorwürde der Theologie verliehen. Außerdem erhielt er 1965 die Medaille für Kämpfer gegen den Faschismus.

## Familie
Mit seiner Ehefrau Rose Benckert geb. Hoberg hatte Heinrich Benckert fünf Kinder: Barbara, Andreas, Katharina, Michael und Regina.

## Schriften
- Ernst Troeltsch und das ethische Problem, 1930
- Der Begriff der Entscheidung bei Ernst Troeltsch, 1932
- Der Begriff des Glaubensaktes, 1935
- Das Gebet als Gegenstand der Dogmatik, 1954
- Die Stofflichkeit der Abendmahlsgabe, 1961
- Theologische Bagatellen: Gesammelte Aufsätze. Hrsg. von Gottfried Holtz u. Martin Kuske. Berlin: Evangelische Verlagsanst. 1970